# Zompruskokermot
De zompruskokermot (Coleophora tamesis) is een vlinder uit de familie kokermotten (Coleophoridae). De wetenschappelijke naam is voor het eerst geldig gepubliceerd in 1929 door Waters.
De soort komt voor in Europa.